# Kuala Keureutou Barat
Kuala Keureutou Barat is een bestuurslaag in het regentschap Aceh Utara van de provincie Atjeh, Indonesië. Kuala Keureutou Barat telt 185 inwoners (volkstelling 2010).